# Conde de Magalhães
Conde de Magalhães é um título nobiliárquico criado por D. Luís I de Portugal, por Decreto de 24 de Maio de 1870, em favor de António Joaquim Vieira de Magalhães, antes 1.º Barão de Magalhães.
Titulares
1. António Joaquim Vieira de Magalhães, 1.º Barão e 1.º Conde de Magalhães.

Após a Implantação da República Portuguesa, e com o fim do sistema nobiliárquico, usaram o título: 
1. Maria Teresa de Lancastre de Melo, 2.ª Condessa de Magalhães;
2. Pedro Paulo de Melo de Vasconcelos e Sousa, 3.º Conde de Magalhães.[2]